# Ланы (Щирецкая поселковая община)
Ланы (укр. Лани) — село в Щирецкой поселковой общине Львовского района Львовской области Украины.
Население по переписи 2001 года составляло 1008 человек. Занимает площадь 2,44 км². Почтовый индекс — 81161. Телефонный код — 3230.